# Substance active (médicament)
Pour les articles homonymes, voir Substance active et API.
 (janvier 2020).
Si vous disposez d'ouvrages ou d'articles de référence ou si vous connaissez des sites web de qualité traitant du thème abordé ici, merci de compléter l'article en donnant les références utiles à sa vérifiabilité et en les liant à la section « Notes et références ».
Une substance active, principe actif ou ingrédient actif désigne une substance chimique qui entre dans la composition d'un médicament parce que ce composé bioactif a un effet thérapeutique ou préventif. Par métonymie, le terme médicament peut être aussi utilisé pour désigner la substance active. Cependant, une substance active, en soi, peut être bénéfique ou nocive. La pharmacologie a pour objectif de sélectionner les substances actives bénéfiques et de déterminer les doses appropriées. Le principe actif est généralement en très faible proportion par rapport aux excipients. Ce peut être une substance pure dont on connaît la structure chimique et qui est obtenue par des méthodes de synthèse chimique ; dans ce cas, on la désigne aussi par le terme « molécule » quand on veut mettre en avant sa structure. Cela peut aussi être un mélange de plusieurs substances chimiquement proches (par exemple des isomères) ou encore une substance définie par son mode d'obtention : sens original de principe actif, c'est-à-dire ce qui est actif dans un mélange. Par exemple, l'acide salicylique est un principe actif extrait de l'écorce du saule blanc (Salix alba).

## Histoire
L'alchimiste, astrologue et médecin suisse Paracelse découvre la notion de principe actif au cours du XVIe siècle. Des recherches se font sur la morphologie des plantes pour expliquer leur activité thérapeutique. On parle de la théorie des signatures.

## Molécule
On utilise souvent le terme de molécule pour parler du principe actif d'un médicament. Il ne faut pas confondre l'idée ancienne de principe actif, associée à celle de sa purification réalisée à partir de substances naturelles, avec celle, moderne, de molécule. S'il existe encore des médicaments qui contiennent des principes actifs extraits de plantes, notamment, la plupart des produits pharmaceutiques modernes contiennent des substances actives dont on connaît bien la structure chimique, donc, de leur molécule. Il existe par ailleurs de nombreux cas où les molécules utilisées dérivent du principe actif initial afin d'améliorer l'activité thérapeutique et de réduire la toxicité. Par ailleurs, il faut souligner que de nombreux médicaments contiennent un mélange de molécules, de manière à atteindre l'effet thérapeutique désiré (dans certains cas, il s'agit d'une véritable synergie, où l'activité d'un mélange est supérieure à la somme de l'activité des molécules constituant le mélange).

## Détails
De nombreuses substances ont une activité pharmacologique, parfois bénéfique. Afin de tester leur activité et de mesure leur efficacité, on effectue des tests sur des cellules, des tissus ou des organes isolés, puis chez des animaux et, à la fin, chez l'homme dans le cadre d'études cliniques. L'étape clinique est divisée en quatre phases.
Une préparation pharmaceutique peut contenir plusieurs substances actives. La substance active s'oppose aux ingrédients en principe « inertes » (pas d'activité pharmacologique recherchée), désignés par le mot « excipient ». Pour un suppositoire, ce sera le beurre de cacao ou un triglycéride modifié pour avoir un point de fusion proche de 35 °C. Pour une solution aqueuse, ce sera, à la base, de l'eau. Les colorants et les autres additifs sont aussi des excipients. Certains excipients ne sont cependant pas totalement inertes pour certaines personnes : présence de sel (ions Na+), de sucre, de composés potentiellement allergènes, etc. On parle alors d'« excipient à effets notoires ».
L'emploi du terme substance active a été étendu[Par qui ?][Quand ?] aux biocides et phytopharmaceutiques, mais aussi aux cosmétiques, voire au domaine alimentaire. On parle aussi de xénobiotique, mais ce terme est plutôt employé sous un angle environnemental. En soi, une substance active peut avoir des effets bénéfiques ou non : il existe un terme ancien qui correspond parfaitement à cette définition, c'est pharmacon. Le terme principe actif connote plutôt le monde du médicament.
Un principe actif peut avoir plusieurs codes ATC (anatomique, thérapeutique et chimique ; voir la classification ATC) si ceux-ci correspondent à des indications franches et reconnues. Comme l'indication principale peut varier d'un pays à l'autre, l'ATC peut varier d'un pays à l'autre pour un même principe actif. Par ailleurs, le nom des principes actifs médicamenteux fait l'objet d'une liste tenue et validée par l'Organisation mondiale de la santé (OMS) appelée dénomination commune internationale (DCI).

## Principales catégories de principes actifs
Quelle que soit l'origine d'un principe actif, son obtention à l'échelle industrielle est une question de coût. Il est possible d'obtenir certains composés par extraction d'une source naturelle renouvelable ou à partir de bactéries ou de cellules génétiquement modifiées. En revanche, pour des molécules simples, la synthèse chimique est souvent la voie la plus efficace. Entre les deux dernières solutions, il existe la voie de l'hémisynthèse : on extrait un précurseur du principe actif d'une source naturelle renouvelable, puis on le transforme chimiquement pour obtenir la molécule désirée.

### Synthèse chimique
Les molécules simples sont, le plus souvent, synthétisées par une voie purement chimique. Les limitations sont que la qualité des produits chimiques de départ doivent être de grade « pharmaceutique » et que certains réactifs sont interdits à cause des résidus qu'ils peuvent laisser dans le produit final.

### Substances naturelles
Un des plus célèbres exemples est la bataille juridique[Laquelle ?] entre les États-Unis et la France sur les brevets concernant le paclitaxel (Taxol) et le docetaxel (Taxotère), tous deux issus de l'if (leur nom vient de la dénomination de l'if : Taxus baccata). Le paclitaxel était alors extrait de l'écorce de l'if, ce qui signifiait la mort de l'arbre. A contrario, le docetaxel est obtenu par hémisynthèse à partir d'un extrait des épines de l'if (donc l'arbre ne meurt pas). Tous deux sont utilisés comme anticancéreux[réf. nécessaire].
Exemples :
- gentamicine, mélange de cinq substances proches, utilisé comme antibiotique ;
- héparine, extraite du mucus de porc[5], utilisée comme anticoagulant.

### Substances issues du génie génétique
L'insuline est une protéine (ce qui empêche sa synthèse par une voie chimique à cause de sa trop grande complexité). Le génie génétique a, en revanche, permis d'insérer le gène codant cette protéine dans l'ADN de bactérie. En cultivant ces bactéries, elles produisent de l'insuline en grande quantité et il est possible de l'extraire et de la purifier pour l'injecter ensuite chez les personnes diabétiques[réf. nécessaire].

## Économie
Dans les années 1980-1990, la France était indépendante dans la production des principes actifs, puis les entreprises ont progressivement externalisé la fabrication avant de la délocaliser. C’est d’ailleurs ce qui a motivé la création d’Axyntis en 2007. La crise de 2008-2009 a accentué le comportement des grands groupes, à la recherche de solutions pour améliorer leurs coûts de production. Résultat : 80 % des médicaments vendus légalement en Europe et aux États-Unis sont désormais fabriqués à partir de principes actifs importés d’Inde et de Chine, contre 20 % à la fin du XXe siècle. La pandémie du Covid-19 a fait prendre conscience de la forte dépendance de la France et de l'Europe vis-à-vis de l'Asie, ce qui pose un problème de souveraineté.